# Nazanin Afshin-Jam

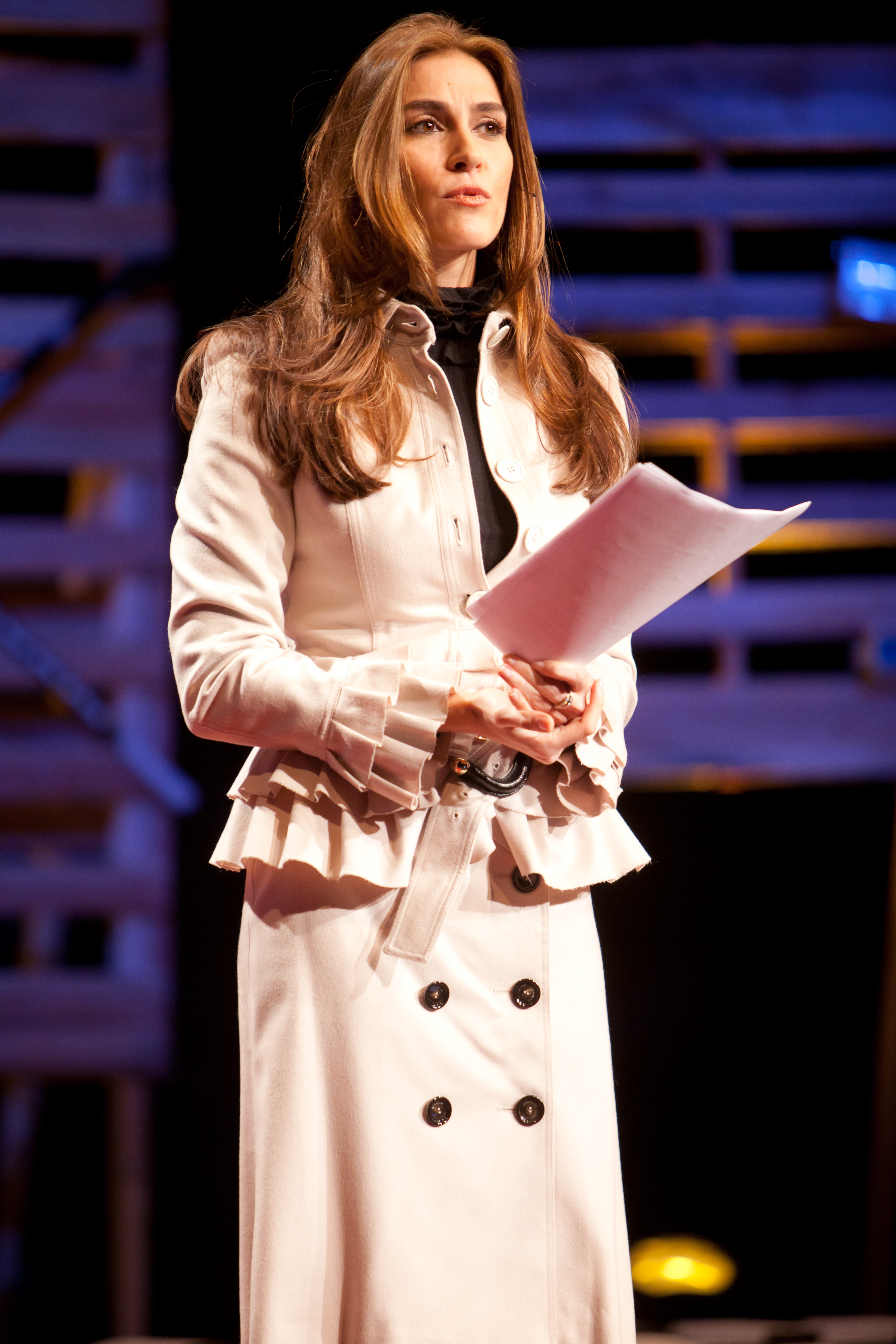
Nazanin Afshin-Jam (2010)

Nazanin Afshin-Jam (persisch نازنین افشین جم; * 1979 in Teheran) ist eine ehemalige kanadische Schönheitskönigin, Menschenrechtlerin und Sängerin iranischer Herkunft.
Nachdem Afshin-Jams Vater als Manager eines westlichen Luxushotels während der islamischen Revolution im Iran verhaftet und gefoltert worden war, floh die Familie aus dem Iran. Nach einem einjährigen Aufenthalt in Spanien ließ sie sich schließlich in Vancouver an Westküste Kanadas nieder. Afshin-Jam wuchs dort auf und war als Jugendliche Mitglied der Royal Canadian Air Cadets, wodurch sie eine Pilotenlizenz erwarb. Nach der Schule studierte sie Politikwissenschaften und Internationale Beziehungen an der University of British Columbia und absolvierte zudem Studienaufhalte an der Sciences Po in Paris und dem zur kanadischen Queen’s University gehörenden aber in England gelegenen Bader International Study Center in Herstmonceux. Sie schloss ihr Studium mit einem Bachelor of Arts ab. Jahre später erwarb sie zudem in einem Online-Studiengang der Norwich University in Vermont einen Master of Arts in Diplomatie. Nach ihrem Studium an der University of British Columbia arbeitete sie eine Zeit lang für die internationale Jugendorganisation des Roten Kreuzes.
Nazanin Afshin-Jam wurde 2003 zur Miss World Canada und zur Miss World America gewählt und erreichte bei den nachfolgenden Wahlen zur Miss World den zweiten Platz.
2005 wurde Afshin-Jam von einem französischen Menschenrechtsaktivisten um Mithilfe in einer Kampagne für Nazanin Fatehi gebeten. Die 17-jährige Fatehi hatte sich und ihre Nichte gegen drei Vergewaltiger verteidigt und dabei einen von ihnen erstochen. Sie wurde daraufhin des Mordes angeklagt und zum Tode verurteilt. Menschenrechtsaktivisten griffen den Fall auf, da es sich in Fatehis Fall um Notwehr handelte und Iran Unterzeichner der UN-Kinderrechtskonvention ist, die die Todesstrafe für Minderjährige verbietet. Afshin-Jam beteiligte sich in führender Funktion an der Kampagne und 2007 wurde nach einem erneuten Gerichtsverfahren die vorläufige Freilassung von Fatehi erreicht. Afshin-Jam gründete die Organisation Stop Child Executions, die sich weltweit gegen die Hinrichtung Minderjähriger einsetzt.
Afshin-Jam hatte mit ihrem Schwager, einem professionellen Musiker, über einige Jahre hinweg privat musiziert und auch einige Lieder geschrieben. 2007 publizierte sie dann mit Someday ihr erstes Album. Der gleichnamige, als Single publizierte, Titelsong des Albums wendet sich gegen die Ajatollahs im Iran, denen vorgeworfen wird, die Revolution gegen den Schah von 1979 verraten zu haben. Weitere Singleauskoppelungen des Albums waren I dance 4 U und I do. Darüber hinaus veröffentlichte sie mit On Christmas Day auch eine Weihnachtssingle, deren Einnahmen sie der Stop Child Executions-Organisation spendete.
Im Januar 2012 heiratete sie den damaligen kanadischen Verteidigungsminister Peter MacKay. Das Ehepaar bekam im Frühjahr 2013 einen Sohn und im Herbst 2015 eine Tochter.

## Diskografie
- 2007 Someday

## Bücher
- mit Tahirih Danesh: From cradle to coffin: a report on child executions in Iran. Foreign Policy Centre, 2009, ISBN 978-1-905833-16-0.
- mit Susan McClelland: The Tale of Two Nazanins. Harper Collins, 6. Juni 2012, ISBN 978-1-4434-0662-8.